# Ohwia
Ohwia là một chi thực vật có hoa trong họ Đậu.